# Stemma dell'Alaska

Sigillo dell'Alaska

Lo stemma dell'Alaska (ufficialmente in inglese Seal of the State of Alaska, ossia Sigillo dello Stato dell'Alaska) fu adottato prima che diventasse uno Stato, quando l'area era nota come Distretto dell'Alasca. Il primo governatore scelse per il distretto un sigillo con raffigurati ghiacciai, aurore boreali, igloo e un pescatore eschimese.
Nel 1910 questo sigillo fu sostituito da uno più rappresentativo della ricchezza naturale e industriale dello Stato. Il sigillo attuale raffigura dei raggi solari sopra le montagne, per rappresentare le aurore boreali, una fonderia simboleggia le attività estrattive, un treno per le ferrovie e le navi per il trasporto marittimo dell'Alaska; ci sono poi alberi a simboleggiare la ricchezza di legno dello Stato, un contadino col suo cavallo e tre covoni di grano a ricordare l'attività agricola. Il pesce e la foca sul bordo ricordano poi l'importanza della pesca nell'economia dello Stato.